# Liste des députés européens de Belgique de la 4e législature
La Belgique dispose de 25 sièges au parlement européen pour la législature 1994-1999. Cet article classe les parlementaires européens de la Belgique selon leur groupe politique au PE.
| Nom                    | Communauté linguistique | Parti                             | Groupe parlementaire européen |
| ---------------------- | ----------------------- | --------------------------------- | ----------------------------- |
| Gérard Deprez          | Communauté française    | Parti social-chrétien             | PPE                           |
| Mathieu Grosch         | Communauté germanophone | Christlich Soziale Partei         | PPE                           |
| Fernand Herman         | Communauté française    | Parti social-chrétien             | PPE                           |
| Wilfried Martens       | Communauté flamande     | Christelijke Volkspartij          | PPE                           |
| Marianne Thyssen       | Communauté flamande     | Christelijke Volkspartij          | PPE                           |
| Leo Tindemans          | Communauté flamande     | Christelijke Volkspartij          | PPE                           |
| Anne Van Lancker       | Communauté flamande     | Socialistische Partij             | PSE                           |
| Freddy Willockx        | Communauté flamande     | Socialistische Partij             | PSE                           |
| Philippe De Coene      | Communauté française    | Parti socialiste                  | PSE                           |
| Claude Delcroix        | Communauté française    | Parti socialiste                  | PSE                           |
| Claude Desama          | Communauté française    | Parti socialiste                  | PSE                           |
| Raymonde Dury          | Communauté française    | Parti socialiste                  | PSE                           |
| José Happart           | Communauté française    | Parti socialiste                  | PSE                           |
| Anne André-Léonard     | Communauté française    | Parti réformateur libéral         | ELDR                          |
| Jean Gol               | Communauté française    | Parti réformateur libéral         | ELDR                          |
| Philippe Monfils       | Communauté française    | Parti réformateur libéral         | ELDR                          |
| Willy De Clercq        | Communauté flamande     | Vlaamse Liberalen en Democraten   | ELDR                          |
| Mimi Kestelijn-Sierens | Communauté flamande     | Vlaamse Liberalen en Democraten   | ELDR                          |
| Annemie Neyts          | Communauté flamande     | Vlaamse Liberalen en Democraten   | ELDR                          |
| Antoinette Spaak       | Communauté française    | Démocrate fédéraliste indépendant | ELDR                          |
| Magda Aelvoet          | Communauté flamande     | Agalev                            | Verts                         |
| Paul Lannoye           | Communauté française    | Ecolo                             | Verts                         |
| Nelly Maes             | Communauté flamande     | Volksunie                         | ARE                           |
| Daniel Féret           | Communauté française    | Front national                    | NI                            |
| Frank Vanhecke         | Communauté flamande     | Vlaams Blok                       | NI                            |
| Karel Dillen           | Communauté flamande     | Vlaams Blok                       | NI                            |